# Biłgoraj

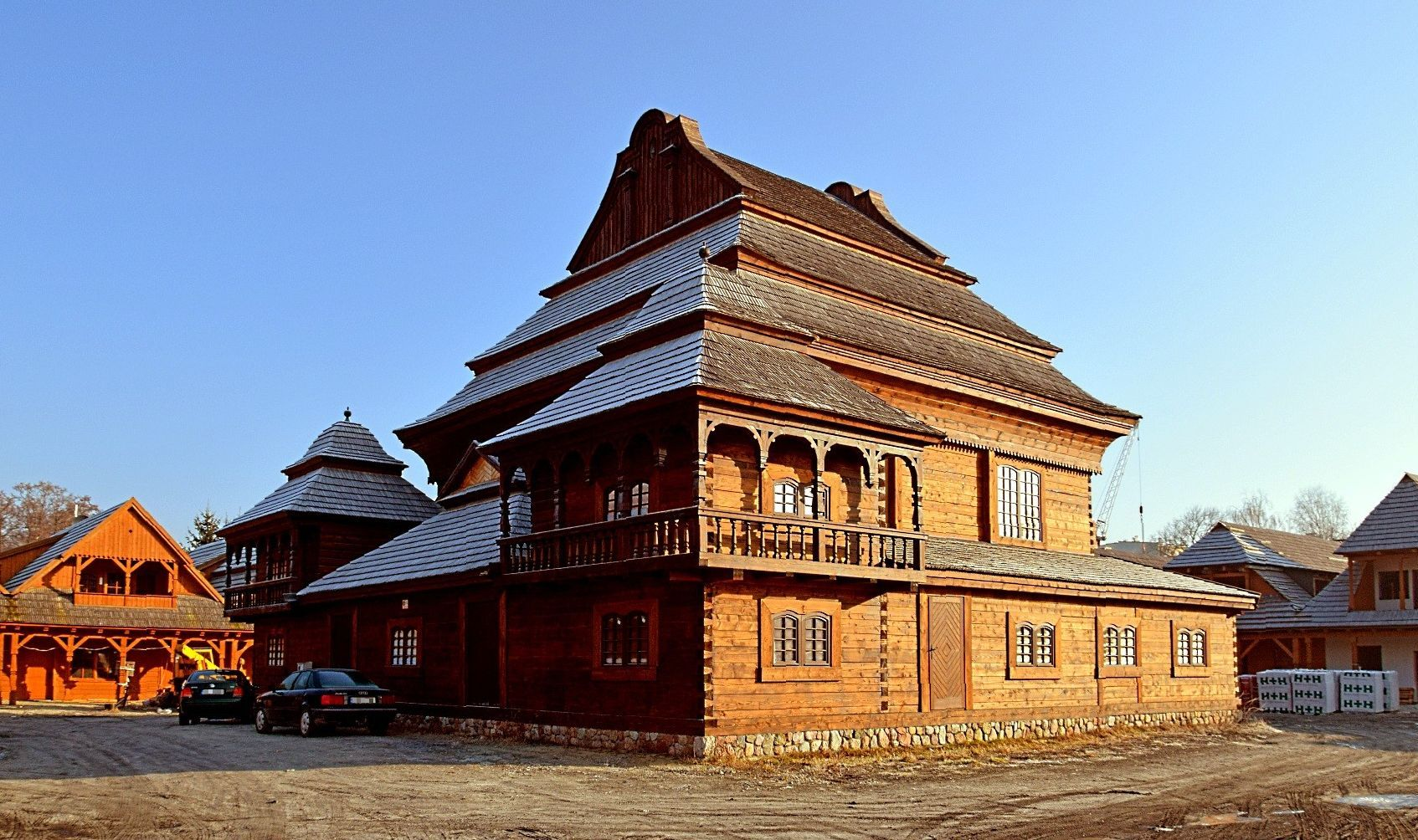
Synagogę, Rekonstruktion

Biłgoraj [bʲiwˈgɔraj] ist eine Stadt in Polen in der Woiwodschaft Lublin, zirka 90 km südlich von Lublin.

## Geschichte

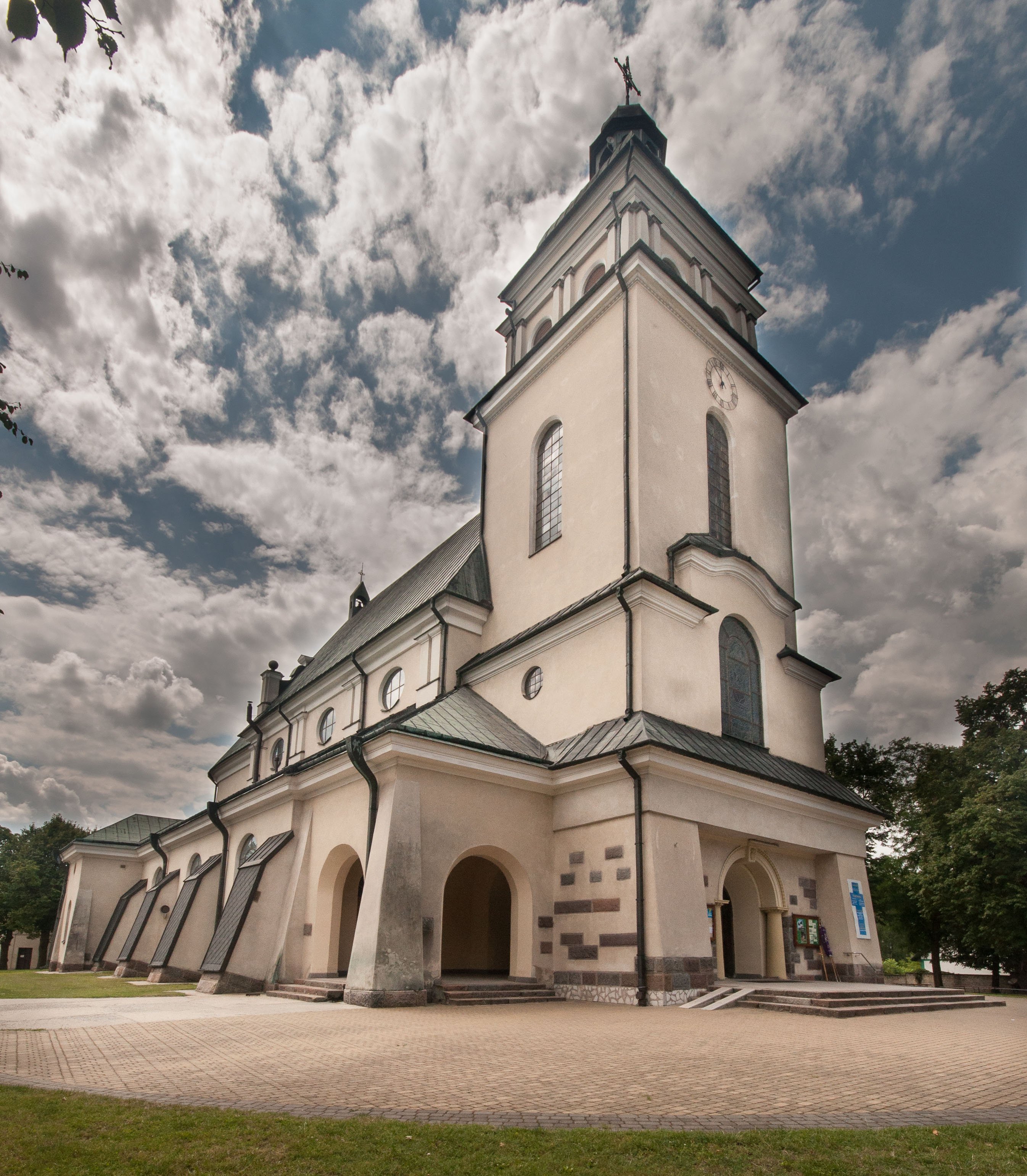
Maria-Magdalena-Kirche

Die ersten festen Siedlungen in dem Gebiet des heutigen Biłgoraj entstanden 1366. Die Gründung des eigentlichen Ortes erfolgte 1578 durch Stefan Batory. 1648 wurde der Ort durch die Tataren besetzt, 1655 während des Krieges gegen Schweden größtenteils zerstört.
1772 bis 1776 war Biłgoraj unter österreichischer Herrschaft, 1792 fiel es an Russland, um nur drei Jahre später wieder Österreich zu gehören. 1809 wurde der Ort Teil des Fürstentums Warschau und 1815 Teil des neu geschaffenen Kongresspolens. 1867 wurde der Ort Sitz eines Powiats.
Im Verlauf des Ersten Weltkrieges wurde der Ort zerstört.
Vor dem Zweiten Weltkrieg lebten 5010 Juden und 3175 nichtjüdische Polen in Biłgoraj (siehe Synagoge Biłgoraj und Neuer jüdischer Friedhof (Biłgoraj)).
Beim deutschen Überfall auf Polen wurde der Ort am 8. und 14. September 1939 bombardiert sowie am 11. September von Volksdeutschen angezündet und brannte nieder.
Am 4. Juli 1944 wurden im Wald nahe dem Ort Partisanen erschossen, die durch die Operation Sturmwind II in Gefangenschaft geraten waren. Am Ende des Krieges waren fast 80 % des Ortes zerstört, und die Einwohnerzahl betrug nur noch 4500.

## Gmina
- Die Stadt Biłgoraj bildet eine Stadtgemeinde (gmina miejska).
- Die eigenständige Landgemeinde (gmina wiejska) Biłgoraj hat eine Fläche von 262,6 km². Zu ihr gehören 28 Ortschaften mit einem Schulzenamt.

## Partnerstädte
Biłgoraj listet sechs Partnerstädte auf:
| Stadt       | Land        | seit |
| ----------- | ----------- | ---- |
| Afula       | Israel      | 2010 |
| Bílina      | Tschechien  | 1995 |
| Crailsheim  | Deutschland | 2000 |
| Kelmė       | Litauen     | 1998 |
| Krugloje    | Belarus     |      |
| Nowowolynsk | Ukraine     | 1996 |
| Stropkov    | Slowakei    | 2007 |

## Söhne und Töchter der Stadt
- Menachem Mendel von Kotzk (1787–1859), chassidischer Rabbiner
- Israel Joschua Singer (1893–1944), jiddischer Schriftsteller
- Alexander Wassiljewitsch Nadaschkewitsch (1897–1967), sowjetischer Luftfahrtingenieur
- Janusz Palikot (* 1964), Politiker, zugleich Ehrenbürger der Stadt
- Kazimierz Węgrzyn (* 1967), Fußballspieler
- Karolina Gorczyca (* 1985), Schauspielerin
- Marzena Karpińska (* 1988), Gewichtheberin